# Быз (музыкальный инструмент)
Быз — удмуртский и бесермянский духовой музыкальный инструмент, представляющий из себя разновидность волынки.

## Название
Слово «быз» является звукоподражательным и описывает специфический, характерный для этого инструмента тембр звучания. В его основе лежит звукоподражательный глагол «бозгетыны» (в переводе с удм. — «жужжать», «гудеть»), существительное «бозгетон» (с удм. — «жужжание», «гудение»), прилагательные «боз-боз», «бозгес» (с удм. — «басистый», «низкий») и т.д.
Наиболее вероятно, что термин «быз» был заимствован удмуртами от соседних тюркских народов (татар, чувашей): слово этимологически близко к тюркскому «buzak» — «телёнок», а также к подражательному глаголу «buzla-» — «реветь», «кричать».

## Описание
Быз представляет собой воздушный резервуар из кожи или шкуры животного (чаще всего телёнка), снабжённый трубками. Существовали два вида музыкального инструмента: с двумя трубками (для нагнетания воздуха и мелодическая), либо с тремя (добавлялась бурдонная трубка без игровых отверстий, на конце которой иногда укреплялся раструб из коровьего рога или бересты). Мелодическая (длиной 250—350 мм) и бурдонная (длиной 500—700 мм) трубки изготавливались из дерева, в них вставлялись пищики (трости) из тростника, гусиного пера, камыша или ржаной соломы.
Быз в основном бытовал в северных районах Удмуртии: Юкаменском, Глазовском, Кезском, Ярском. На нём исполнялись обрядовые и танцевальные мелодии, в частности, музыкант с бызом был обязательным гостем свадебного ритуала северных удмуртов и бесермян.
Инструмент впервые был зафиксирован экспедицией Ленинградского института археологии и этнографии в 1937 году. В том же году музыковед и фольклорист Яков Андреевич Эшпай выполнил его описание. В настоящее время быз практически вышел из употребления, встречается довольно редко.